# Melle de Boer (kunstenaar)
Melle Guido de Boer (Delft, 1972) is een Nederlandse beeldend kunstenaar en singer-songwriter. Hij studeerde in 1995 af aan de Willem de Kooning Academie te Rotterdam. Naast zijn werk als beeldend kunstenaar vormde hij in de nazomer van 2002 de alt-county / country-noir band Smutfish. Het debuutalbum Lawnmower Mind verscheen in 2004. Vanaf 2007 toerde Melle met Smutfish, en later onder de naam John Dear Mowing Club, onder andere als begeleidingsband en voorprogramma van Daniel Johnston door Europa.

## Muziek

### Smutfish

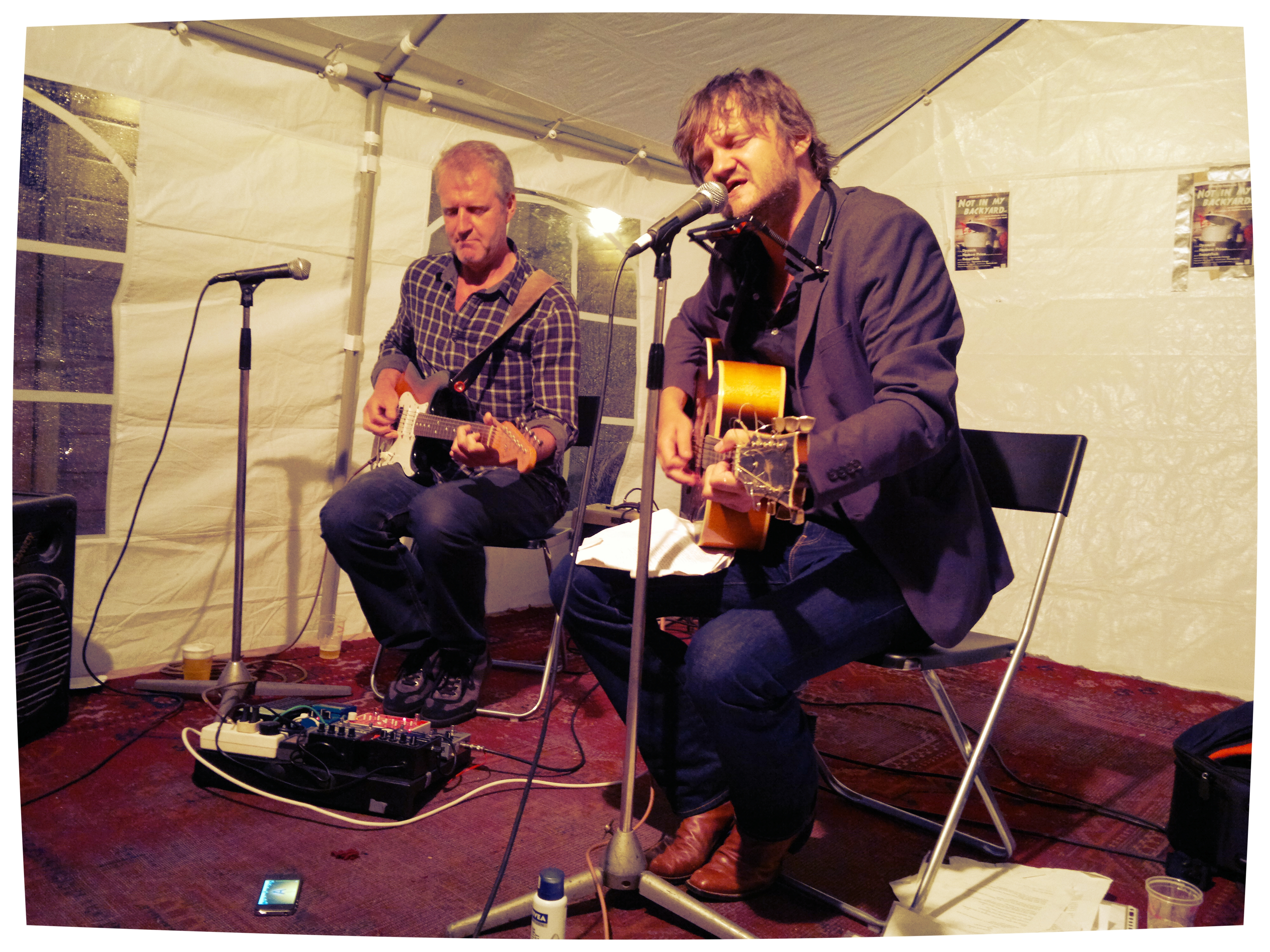
Smutfish bij #nimby12, 2012

De band Smutfish dateert uit 2002. Het in eigen beheer uitgebrachte album Lawnmower Mind, vol Zeitgeist en melancholisch existentialisme kreeg goede recensies, zowel in de muziekpers als in de Volkskrant. Een recensent sprak van 'sinistere juweeltjes, rustend op een bedje van mooi verwoord mannenleed'. Haagse popjournalisten verkozen het album tot Beste Haagse CD van 2004.

De band trad onder andere op tijdens Noorderslag in Groningen, Popkomm in Berlijn en Crossing Border in Den Haag. De band speelde in 2007 als voorprogramma en begeleidingsband van Daniel Johnston in Europa. Twee albums volgen, waarna de naam van de band tijdelijk veranderd werd in John Dear Mowing Club.

### John Dear Mowing Club
De band nam begin 2007 in de studio van het Duitse label Hazelwood te Frankfurt het album John Dear Mowing Club op. Daarna toerde men door Nederland, Duitsland en Zwitserland en speelde onder andere op het Reeperbahn Festival in Hamburg, het Spotfestival in Denemarken en het SXSW festival in Austin, Texas.
Als begeleidingsband en voorprogramma van Daniel Johnston toerde de Band in 2008 door Europa.

### Henk & Melle
In 2011 schreef De Boer samen met Henk Koorn van Hallo Venray liedjes die ze ook opnamen. Het album Roodnoot dat daaruit voortkwam werd onder de naam Henk & Melle gepresenteerd in het Paard van Troje in Den Haag. Ondanks terugkomende thema’s als heimwee en vervreemding was het naar eigen zeggen de vrolijkste cd die De Boer tot dan toe had gemaakt. Henk & Melle traden onder andere in op het Crossing Border festival in Den Haag en het Incubate festival in Tilburg op.
Sinds 2010 organiseert De Boer het regelmatig terugkomend Mowingclub festival in het Paard van Troje, met Amerikaanse muzikanten als Johnny Dowd, Handsome Family en Wovenhand.

## Kunst

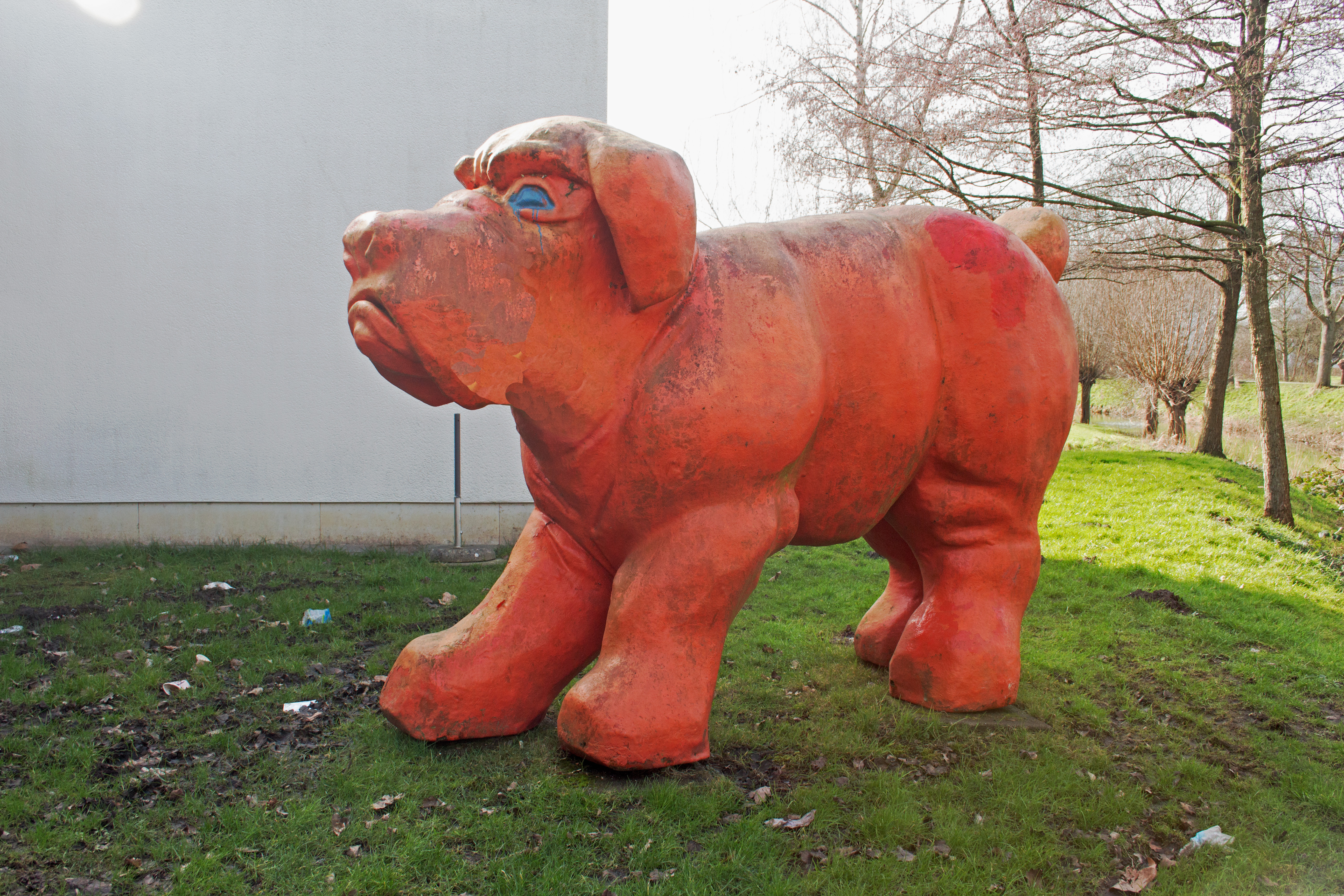
Grote Paradox uit 2005 in Spijkenisse

Naast collagist, schilder en beeldhouwer, is de Boer ook tekenaar. De tekeningen van Melle de Boer grijpen terug op de illusie dat de mensheid tegen gevaren beschermd kan worden door ooit uit te blinken in heldhaftig optreden. Ze geven uitdrukking aan het uiteindelijke inzicht in de onmogelijkheid hiervan in het volwassen leven. Tekeningen zijn of waren onder andere te zien in Museum van Bommel van Dam in Venlo en de Kunsthal in Rotterdam.

Werk van Melle de Boer is opgenomen in collecties van o.a. Van Bommel Van Dam, Ministerie van Buitenlandse zaken en de Hogeschool Rotterdam.

## Discografie
- Lawnmower Mind (Smutfish)
- The Fish That Couldn't Swim (Smutfish, EP)
- Through A Slightly Open Door (Smutfish)
- John Dear Mowing Club (John Dear Mowing Club)
- Melleville (John Dear Mowing Club)
- Roodnoot (Henk & Melle)
- Trouble (Smutfish)
- Piece Of The Pie (Henk & Melle)
- Temporary Bandage (Melle)
- We Are All Rockstars (Henk & Melle)